# Palm Valley (Floride)
Palm Valley est une census-designated place du comté de Saint Johns, dans l'État de Floride, aux États-Unis,. En 2020, elle compte une population de 21 827 habitants.